# GMC Hummer EV
Le Hummer EV est un véhicule tout-terrain électrique du constructeur automobile américain GMC, filiale de General Motors. Le véhicule est annoncé à travers une série de teasers en janvier 2020, puis il est présenté officiellement en avril 2021 pour une commercialisation début 2022.

## Historique

### Préambule
La série Hummer est commercialisée et vendue par GM de 1999 à 2010 en tant que SUV robustes et à usage professionnel au cours de leurs cycles de production. Les capacités tout terrain, la consommation de carburant élevée et la faible autonomie étaient trois caractéristiques communément associées à la marque. La production du Hummer a finalement été interrompue en 2009 en raison de la hausse des coûts du carburant qui a entraîné une baisse de la demande, mais GM a conservé les droits de propriété intellectuelle pour le nom Hummer après son arrêt. Tirant parti de la reconnaissance de la marque Hummer et du réseau de distribution de GM, le Hummer relancé sera un véhicule électrique (EV) et une incursion de GM sur le marché naissant des camions EV. Le véhicule sera commercialisé et vendu par les concessionnaires GMC et engendrera au moins deux variantes, un camion et un SUV.

### Présentation
Le 30 janvier 2020, GM a publié trois teasers à thème "Quiet Revolution" du Hummer EV.
Le Hummer EV est présenté officiellement le 3 avril 2021 lors des demi-finales du March Madness, le championnat de basketball universitaire américain.
Le Hummer EV est produit à l'usine Factory Zero de Détroit dans le Michigan. L'entreprise a investi 2,2 milliards de dollars dans l'usine pour la production de véhicules électriques.

## Caractéristiques techniques
Les quatre roues sont motrices et directrices, et lui permettent de rouler en mode « crabe » avec les 4 roues orientées dans le même sens, ou en mode « tank » avec les deux roues d'un côté qui avancent et les deux autres qui reculent pour tourner sur lui-même.

### Motorisation
Le Hummer EV est disponible avec deux moteurs (EV2x) ou trois moteurs électriques (EV3x). Il bénéficie d'une puissance de 625 ch en base, et en EV3x de 1 014 ch (746 kW), générant un couple de 15 592 N m à l'essieu, ce qui correspond au couple de roue (similaire au Tesla Roadster de deuxième génération (en)), qui est le couple moteur traditionnel multiplié par le rapport d'entraînement de la transmission; cela donne un couple moteur de 969–1 131 N m,.

### Batterie
Le SUV est doté d'une batterie d'une capacité nette est de 212 kWh (247 kWh brute) fonctionnant sous 800 volts, qui pèse plus de 1 326 kg. Ainsi, le Hummer consomme 39,5 kWh/100 km, lui autorisant une autonomie allant de 487 à 550 km.

## Finitions
- EV2x
- EV3x
- EV3x Omega

### Série spéciale
- Edition 1, édition au lancement du modèle[11].